# Episodi di Diario di una nerd superstar (terza stagione)
La terza stagione di Diario di una nerd superstar, composta da 20 episodi, è andata in onda negli Stati Uniti d'America sul canale MTV a partire dal 16 aprile 2013.
In Italia la prima parte della stagione (ep. 1-11) è stata trasmessa su MTV dal 20 novembre 2013 al 22 dicembre 2013, mentre la seconda (ep.11-20) è stata in onda dal 4 al 25 marzo 2014.
| nº | Titolo originale                  | Titolo italiano                 | Prima TV USA     | Prima TV Italia  |
| -- | --------------------------------- | ------------------------------- | ---------------- | ---------------- |
| 1  | Cha-cha-cha-changes               | Cambiamenti nell'aria           | 16 aprile 2013   | 20 novembre 2013 |
| 2  | Responsibly Irresponsible         | Responsabilmente irresponsabile | 16 aprile 2013   | 20 novembre 2013 |
| 3  | A Little Less Conversation        | Più fatti, meno parole          | 23 aprile 2013   | 27 novembre 2013 |
| 4  | Let's Talk About Sex              | Ti presento i miei              | 30 aprile 2013   | 27 novembre 2013 |
| 5  | Indecent Exposure                 | Rivoglio i miei spazi           | 7 maggio 2013    | 4 dicembre 2013  |
| 6  | That Girl Strikes Again           | Jenna torna a colpire           | 14 maggio 2013   | 4 dicembre 2013  |
| 7  | Guilt Trippin'                    | Un ballo da sballo              | 21 maggio 2013   | 11 dicembre 2013 |
| 8  | Rubbed Raw and Reeling            | Evoluzione e rivoluzione        | 28 maggio 2013   | 11 dicembre 2013 |
| 9  | Reality Check                     | Tra realtà e fantasia           | 4 giugno 2013    | 18 dicembre 2013 |
| 10 | Redefining Jenna                  | Un'altra Jenna                  | 11 giugno 2013   | 18 dicembre 2013 |
| 11 | Surprise!                         | Sorpresa!                       | 22 ottobre 2013  | 22 dicembre 2013 |
| 12 | And Then What Happened            | Ecco cosa è successo            | 29 ottobre 2013  | 4 marzo 2014     |
| 13 | Taking Sides                      | Una triste grigliata            | 5 novembre 2013  | 11 marzo 2014    |
| 14 | The Bad Seed                      | L'erba cattiva                  | 12 novembre 2013 | 11 marzo 2014    |
| 15 | A Very Special Episode of Awkward | Come in un film                 | 19 novembre 2013 | 18 marzo 2014    |
| 16 | Less Than Hero                    | Il mio eroe                     | 19 novembre 2013 | 18 marzo 2014    |
| 17 | The Campaign Fail                 | Politiche sociali               | 26 novembre 2013 | 18 marzo 2014    |
| 18 | Old Jenna                         | La Jenna di una volta           | 3 dicembre 2013  | 18 marzo 2014    |
| 19 | Karmic Relief                     | Causa ed effetto                | 10 dicembre 2013 | 25 marzo 2014    |
| 20 | Who I Want to Be                  | Io ballo da sola                | 17 dicembre 2013 | 25 marzo 2014    |

## Cambiamenti nell'aria
- Titolo originale: Cha-cha-cha-changes
- Diretto da: Lauren Iungerich
- Scritto da: Lauren Iungerich

### Trama
È arrivato il terzo anno e Jenna è nervosa perché pensa che stia cambiando. Inoltre è preoccupata perché non ha visto né Ming né Tamara per tutta l'estate, soprattutto perché è stata sempre con Matty. Jenna poi scopre che è stata messa involontariamente nel corso di scrittura creativa e che non può cambiare corso. Jenna non sa niente su ciò che ha fatto Tamara durante l'estate (si è perfino cambiata taglio di capelli) ma non lo dà a vedere e pensa che, invece di essere stata lei a dimenticarsi degli amici, siano stati questi a dimenticarsi di lei. Poi però sente Valerie che dice "la mia ragazza!", frase tipica che diceva a Jenna, ma Valerie questa volta si riferisce a Tamara. Ming, grazie al tempo trascorso coi suoi nonni, ha imparato il mandarino, ma non vuole che si sappia in giro poiché la mafia li circonda. Jenna scopre che è stata Valerie ad iscriverla a scrittura creativa e che il professor Hart, l'insegnante di quel corso, ha letto il blog della ragazza. Jenna quindi, convinta di avere bisogno di un cambiamento, decide di rimanere nel corso di scrittura creativa. Jenna parla con Tamara e scopre che l'Europa l'ha cambiata molto. Jenna sta per chiederle se tra loro c'è ancora un'amicizia ma Ming le interrompe. In bagno, le ragazze sentono Sadie vomitare e Tamara dice a Jenna che in giro si dice che sia incinta. Jenna sta nuovamente per chiedere a Tamara se tra loro due è tutto a posto ma viene interrotta di nuovo, questa volta da Jake. Tamara chiede a Jenna cosa voleva dirle ma Jenna, visto che vorrebbe parlare con Tamara in privato, dice ai due che ha scelto il corso di scrittura creativa. Jenna scopre che il signor Hart è un vero sadico, come le avevano detto precedentemente Valerie e Jake, e l'uomo dà come compito alla classe quello di scrivere la propria paura peggiore. Hart legge alcuni biglietti di ragazzi che scrivono di aver paura del suicidio e tutti pensano che si tratti di Jenna, ma un ragazzo, Collin, dice che i ragazzi che avevano scritto quei biglietti non avevano paura del suicidio ma della gravidanza. Jenna, per la prima volta, si sente in sintonia con Sadie e decide di andarle a parlare. Jenna però scopre che Sadie è sempre la stessa. Jenna dice a Matty che si sta pentendo di non essere andata in Europa e che ha paura che tutti la lascino sola, ma Matty la rassicura dicendole che non rimarrà mai sola. Jenna in seguito ha paura di essere incinta e sua madre le dà un test di gravidanza. Le due però scoprono che la ragazza non è incinta. Sadie rivela a Lissa che non sta aspettando un bambino e che i suoi genitori sono in bancarotta. Tamara si scusa con Jenna per averla trascurata in quel periodo e le chiede cosa voleva dirle. Mentre Jenna glielo sta per rivelare, però, la scuola viene a conoscenza di una notizia devastante: Ricky Schwartz è morto.

## Responsabilmente irresponsabile
- Titolo originale: Responsibly Irresponsible
- Diretto da: Lauren Iungerich
- Scritto da: Lauren Iungerich

### Trama
Durante una commemorazione per la morte di Ricky, Jenna si sorprende del fatto che Tamara non sia triste e, con Jake, si rende conto che è da un po' che non si comporta come al solito. Jenna si accorge che anche Lissa non si comporta in modo normale. Jenna è un po' intimorita poiché non ha ancora detto a Matty dell'allarme gravidanza. Intanto, a scuola, tutti piangono la morte di Ricky e Kyle organizza una veglia in suo onore. Matty vuole avere un rapporto sessuale con Jenna ma lei, per paura di rimanere incinta, trova una scusa e se ne va. Molti studenti fanno dei regali a Sadie, poiché pensano che la ragazza stia male a causa della morte di Ricky. In seguito Lissa chiede a Sadie se andrà alla veglia, ma la ragazza le dice di no. Tamara si arrabbia poiché gli studenti usano la morte di Ricky come occasione per fare festa e, quando lo fa anche Jake, la ragazza gli dice che tra loro due è finita e se ne va. Jenna allora dice a Jake che non si deve preoccupare e che tra poco le passerà, ma Jake chiede a Jenna se può chiedere a Tamara se tra loro due è finita veramente. Jenna, così, scopre che Tamara sta male perché sostiene di aver ucciso Ricky. La ragazza, infatti, ha fatto un incantesimo a Ricky che gli avrebbe fatto venir voglia di morire, dopo averlo visto con Sadie alla festa. Jenna però le dice che non è colpa sua. Jenna va da Valerie per parlare della sua relazione con Matty, ma Valerie non l'ascolta poiché Jenna non vuole parlare della morte di Ricky. Jenna allora va da Matty e gli dice che deve riflettere sugli errori che sta commettendo. Alla veglia, Matty dice a Jenna che ha capito che tra loro due non c'è solo sesso e che devono prendere una tregua da esso. Sadie si presenta a sorpresa alla veglia e rivela che odiava Ricky e che ha pregato per la sua morte, fino ad arrivare a pagare una persona perché gli facesse un incantesimo. Anche Tamara dice che odiava Ricky, ma che grazie a lui ha capito di poter amare davvero e in seguito si bacia con Jake. Jenna dice a Jake del suo allarme gravidanza e il ragazzo lo dice a Matty. quest'ultimo, allora, chiede a Jenna perché non gliene abbia parlato, ma la ragazza non gli dà una spiegazione chiara, così Matty se ne va.

## Più fatti, meno parole
- Titolo originale: A Little Less Conversation
- Diretto da: Erin Ehrlich
- Scritto da: Erin Ehrlich

### Trama
Matty cerca in tutti i modi di evitare un altro allarme gravidanza. Valerie vieta a tutti gli studenti di possedere noci, causa della morte di Ricky. Tamara e Ming dicono a Jenna che Matty evita ogni tipo di discussione perché vuole interrompere la loro relazione. Gli studenti cercano di stare il più lontano possibile da Sadie, poiché pensano che sia stata lei ad uccidere Ricky, ma Matty le dice che nessuno pensa che lei sia un assassino. Poi però arriva Valerie, che invita Sadie nel suo ufficio per rispondere ad alcune domande con un investigatore privato. Jenna scopre che Ming ha un nuovo fidanzato, Harry, così decide di tornare alle origini e di tornare ad avere un rapporto sessuale con Matty. Jenna però viene a sapere che Matty vuole parlare con lei. Becca non crede alla relazione tra Ming e Harry, così pone alla ragazza delle domande su Harry. Ming riesce a rispondere a tutte le domande ma Becca le dice che la tiene d'occhio. Jenna non vuole parlare con Matty, così lei e Tamara organizzano un'uscita a quattro. Jenna, per paura che Tamara e Jake la lascino da sola con Matty, invita all'appuntamento anche Ming e Harry. In seguito Jenna e Tamara scoprono che Ming usava Harry come copertura e che in realtà la ragazza sta ancora con Fred. Tamara, ingelosita dalla complicità che c'è tra Jenna e Jake, dice alla ragazza che deve finirla con questa cosa e che Matty si comporta stranamente per via della relazione tra Jenna e Jake. Sadie rivela la situazione dei suoi genitori a Matty e il ragazzo le dice che non rimarrà mai da sola. Jenna parla finalmente con Matty e scopre che il ragazzo è geloso poiché Jenna ha detto dell'allarme gravidanza prima a Jake invece che a Matty. Jenna, allora, dice a Matty che ha solamente paura che il ragazzo l'abbandoni o che si vergogni di lei, come ha già fatto precedentemente. Matty però le dice che non si è mai vergognato di lei e i due finiscono per baciarsi.

## Ti presento i miei
- Titolo originale: Let's Talk About Sex
- Diretto da: Hal Olofsson
- Scritto da: Christy Stratton

### Trama
Kevin trova le pillole anticoncezionali di Jenna e scopre quindi che la ragazza non è più vergine. L'uomo allora chiama i genitori di Matty per informarli ma, non trovandoli, lascia un messaggio vocale. Sadie vede che le cheerleader stanno parlando e chiede a Lissa di cosa, così la ragazza le dice che sanno che i genitori di Sadie sono in bancarotta. Sadie, avendo Lissa sulle spalle per via dell'allenamento, sentito lo spettegolezzo la fa cadere. Tamara intanto dice a Jenna che a breve avrà un rapporto sessuale con Jake, ma che aspetta un "ti amo" da parte del ragazzo prima di farlo. Jenna vede Matty, gli dice che suo padre ha chiamato i suoi per informarli che i due hanno un rapporto sessuale e poi scappa. Le cheerleader e Valerie dicono che serve una persona che sostituisca Lissa in seguito alla caduta, ma Sadie non vuole. Il signor Hart dice a Jenna che scrive male e che vuole vedere qualcosa di non banale da parte sua. Matty dice a Jenna che il numero a cui suo padre ha lasciato il messaggio è una rete fissa e che i McKibben non la usano mai, così a Matty basterà cancellare il messaggio. La sera, però, Jenna si trova davanti alla porta Matty e i suoi genitori, che spingono Matty a scusarsi coi genitori di Jenna per aver fatto perdere la verginità alla ragazza. Lacey invita Matty e i suoi genitori a cena e il padre di Matty accetta. Le cheerleader votano per la sostituzione di Lissa, anche se Sadie non vuole, così Lissa viene sostituita da Tamara. La ragazza, venuta a sapere della notizia, chiama Jake dicendogli che è troppo felice e che non ha voglia di aspettare, e quindi che è pronta per avere un rapporto sessuale con lui. Durante la cena, Lacey chiede ai genitori di Matty se per loro è stato uno shock venire a sapere dell'attività sessuale del loro figlio, ma la madre di Matty le dice che un po' se lo aspettavano, dato che avevano trovato una confezione famiglia di profilattici. Kevin allora chiede a Matty quante partner ha avuto e lui risponde che ne ha avute tre, lasciando tutti stupiti. Matty allora dice che è arrivato il momento di andare e, quando stanno per andarsene, Lacey dice loro che fa prendere a Jenna la pillola. La madre di Matty, allora, dice a Lacey e a Kevin che hanno incoraggiato i figli ad avere un'attività sessuale e, dopo una discussione, i McKibben se ne vanno. Lacey va da Jenna e le dice che ha passato una situazione simile al suo tempo e che è orgogliosa del rapporto che c'è tra loro due. Jake porta Tamara sul mini-van che aveva allestito per la prima volta con Jenna, cosa che fa scappare via Tamara in lacrime. Jake chiede a Tamara cosa c'è che non va e la ragazza le dice che ha riciclato il mini-van che aveva preparato per Jenna e che per lei invece non ha fatto niente di speciale. Jake allora la rassicura, dicendole che è lei la persona con cui vuole farlo per la prima volta e i due finiscono per avere un rapporto sessuale nel letto di Tamara. In seguito Matty torna da Jenna e chiede ospitalità per quella notte. 

## Rivoglio i miei spazi
- Titolo originale: Indecent Exposure
- Diretto da: Joe Nussbaum
- Scritto da: Lauren Iungerich e Michael J. Cinquemani

### Trama
La troppa vicinanza con Matty sta mettendo a disagio Jenna, così la ragazza chiede aiuto a suo padre per tornare ad avere la sua intimità. Matty pensa che Jenna sia contenta di averlo in casa, ma la ragazza non lo è affatto. Lissa parla a Tamara di un pigiama party che le cheerleader avevano organizzato per quella sera, al quale Tamara non è stata invitata. La ragazza, però, ci vuole andare lo stesso. Jenna accusa Collin di essere presuntuoso e il ragazzo la ringrazia per la sincerità. Jenna dice a Valerie che vuole stare accanto a Matty poiché il ragazzo sta attraversando un momento difficile, ma vuole anche riavere i suoi spazi. Valerie, però, non riesce a darle un consiglio adeguato. Jenna, allora, dice a Matty tutta la verità. Il ragazzo la comprende e le dice che quella notte la passerà da Jake, ma Jenna gli dice che può restare lì. Jake cerca di fermare Tamara, ma la ragazza gli dice che andrà tutto bene. Al pigiama party, però, ci sono solo Sadie e Lissa, poiché nessuno vuole Sadie ora che è in bancarotta. Tamara, allora, chiama Jake e gli chiede di andarla a prendere, ma poi lei e Sadie iniziano ad offendersi a vicenda e Sadie chiede a Consuela, la sua domestica, di prendere la tavola degli spiriti. Durante la "seduta", le ragazze scoprono che la morte di Ricky non è stato uno sbaglio e che, in realtà, è stato assassinato. In seguito a delle cose che Jenna gli dice, Matty decide di andarsene l'indomani. In seguito, Jenna vede Matty piangere e scopre così che il ragazzo ha bisogno di sua madre. Lacey, allora, dice a Matty che dovrebbe parlare con sua madre. Sadie dice a Tamara che suo padre è andato via e sua madre è stata ricoverata per un esaurimento nervoso e minaccia Tamara di non dirlo a nessuno. Matty se ne sta per andare e Jenna gli chiede se tra loro due è tutto okay e il ragazzo le risponde di sì, così i due si baciano.

## Jenna torna a colpire
- Titolo originale: That Girl Strikes Again
- Diretto da: Joe Nussbaum
- Scritto da: Todd Waldman

### Trama
È Halloween e a scuola tutti gli studenti si sono travestiti, a parte Jenna. La ragazza sente parlare delle studentesse che si chiedono cosa ci trova Matty in Jenna. Sadie scopre che Angelique, la ragazza che ha vinto il trofeo in una gara di equitazione al posto suo, è la fidanzata di Collin. Jenna viene a sapere da Valerie della "lista dei più sexy", nella quale Matty è in cima alla lista, mentre lei è in cima alla "lista degli sfigati". Jenna, allora, inizia a pensare di non essere allo stesso livello di Matty. Jenna, per non andare alla festa di Sibrey, la quale aveva scritto le due liste, invita Matty, Jake e Tamara ad andare alla festa di Angelique. Alla festa si imbuca anche Sadie, con l'intenzione di riprendersi il trofeo. Sadie, in cerca del trofeo, incontra Austin, il fratello di Angelique. Il piercing di una ragazza si attacca accidentalmente al maglione di Tamara, così Jake va a cercare aiuto. In seguito Tamara si accorge che Jake è sotto effetto di droghe e gli chiede di andarle a prendere delle pinzette, ma il ragazzo se ne va. Durante il gioco della confessione, Jenna usa la scusa del suo tentato suicidio per dimostrarsi interessante. Sadie, grazie a Jake, riesce a prendere il trofeo. Austin, però, la vede e vuole in cambio il suo numero di telefono, così Sadie glielo dà. Mentre Jenna sta parlando con Angelique, scopre che la ragazza pensa che Jenna sia di un livello superiore rispetto a Matty. In seguito, Jenna capisce che non è importante quello che gli altri pensano di lei.

## Un ballo da sballo
- Titolo originale: Guilt Trippin'
- Diretto da: Ryan Shiraki
- Scritto da: Vera Herbert

### Trama
Nel giorno delle spille di invito al ballo Jenna riceve la sua da Matty, ma è dispiaciuta per le ragazze che invece non hanno ricevuto la spilla. Inoltre dice a Tamara e a Ming che non passeranno una bella serata, anche perché Matty non sa ballare. Becca chiede a Ming di far perdere la Cina sulla scelta del tema del ballo. Jenna si arrabbia con Tamara poiché la ragazza ha detto del discorso che avevano fatto prima a Jake, il quale lo è andato a dire a Matty. Jenna osserva Christy, una delle ragazze che non è stata invitata al ballo, e si sente in colpa, quindi decide di ridare a Matty la spilla per solidarietà. Inoltre gli dice di non voler andare al ballo. Intanto Ming, grazie a Sadie, capisce che Becca vuole realmente che la Cina perda alla votazione, così fa un discorso molto convincente per far sì che la Cina vinca e per dare una lezione a Becca. Jenna, grazie ad una conversazione con Lacey, si convince ad andare al ballo. Tamara dice a Matty che Jenna sa che il ragazzo non sa ballare, così Matty pensa che sia colpa sua se Jenna non voleva andare al ballo. Jake, allora, gli dà qualche lezione di ballo e gli dice che l'importante è avere una bella espressione. Jenna vede Christy al ballo e pensa che la ragazza abbia finalmente trovato un accompagnatore. Becca viene a sapere della presentazione di Ming, ma non è affatto arrabbiata. Ming pensa che Becca non sappia del suo piano per vendicarsi, ma la ragazza in realtà lo sa. Jenna, durante la serata, non vede nessun ragazzo avvicinarsi a Christy, così decide di andarle a parlare. Jenna, però, scopre che in verità Christy fa consegne di droga e che era al ballo solamente per uno scambio. In seguito la ragazza viene arrestata. Jenna vede Matty ballare e, alla fine della serata, i due iniziano a ballare nel parcheggio.

## Evoluzione e rivoluzione
- Titolo originale: Rubbed Raw and Reeling
- Diretto da: Ryan Shiraki
- Scritto da: Jamie Dooner e Lauren Iungerich

### Trama
Jenna è contenta, poiché si sente finalmente a suo agio con Matty e non è più gelosa delle ragazze che gli stanno attorno. Il professor Hart accusa Jenna di non esporsi mai troppo quando scrive, ma la ragazza non è d'accordo e gli dice che nel blog ha scritto molte cose personali. Hart,con Valerie, ma la donna, invece di aiutarla, le dà dei consigli su quale articolo potrebbe leggere. Jenna racconta dell'accaduto anche a Matty, che le dice di voler andare anche lui, ma Jenna glielo vieta. Matty, allora, organizza un "brobeque" assieme a Jake. Tamara consiglia a Jenna di scegliere un articolo nel quale non si espone troppo, ma Jenna vuole mettersi a nudo e sceglie l'articolo che le aveva consigliato Valerie. Durante il "brobeque", Matty e Jake si prendono in giro a vicenda per la loro dipendenza dalle proprie ragazze, così scommettono di non usare il cellulare per tutta la sera e di non nominare le ragazze. Jenna pensa di non poter riuscire a leggere davanti a tutti e si accorge con dispiacere che, tra il pubblico, ci sono anche i suoi genitori. Dopo che Valerie ha preso un po' di tempo poiché Jenna non si sentiva pronta, la ragazza racconta al pubblico di come ha perso la verginità. Matty e Jake trovano difficile non parlare delle loro ragazze e finiscono col lanciarsi delle sfide assurde, come mangiare una cipolla o bere della salsa piccante. Intanto Jenna inizia a sentirsi a suo agio, facendo anche delle battute, e alla fine il pubblico è entusiasta della sua presentazione. Collin, che era andato a vedere la presentazione, invita Jenna a mangiare qualcosa e la ragazza accetta. Mentre i due parlano, Matty chiama Jenna più volte, ma la ragazza non risponde mai. Jenna è affascinata da Collin e il ragazzo la fa ragionare su quello che la ragazza pensava prima: forse, se non è più gelosa di Matty, è perché tra i due non c'è più niente. Tornata a casa, Lacey chiede a Jenna perché Collin era andato alla sua presentazione e Jenna le dice che non si deve preoccupare, poiché è fidanzato. Lacey, però, gli ricorda che anche lei è fidanzata. Infine Matty va alla finestra di Jenna e la chiama più volte, ma lei non gli risponde anche se sveglia.

## Tra realtà e fantasia
- Titolo originale: Reality Check
- Diretto da: Lauren Iungerich
- Scritto da: Erin Ehrlich

### Trama
Nonostante Jenna stia avendo un rapporto sessuale con Matty, non si riesce a togliere dalla testa Collin. Jenna allora ne parla con le amiche e Tamara le dice che avere delle fantasie è assolutamente normale e che anche lei ne ha. Il professor Hart da come compito ai ragazzi di scrivere della loro prima volta e Jenna, visto che l'ha già scritto, deve scrivere di come avrebbe voluto che fosse andata. Jenna scopre che Matty non ha mai letto il suo blog e si sente involontariamente offesa, poiché Collin, al contrario, aveva fatto di tutto per sentirla dal vivo. Ming scopre che Becca sa che la ragazza usa Harry solo come copertura, e che in realtà sta ancora con Fred. Jenna, per scrivere il tema, cerca di fantasticare, ma tra le sue fantasie trova nuovamente Collin. Grazie al ragazzo, però, Jenna riesce a scrivere qualcosa. Ming viene a sapere che Fred, a causa di Becca, si trasferirà nell'Idaho. Jenna scopre che Collin ci sta provando con lei, ma decide di non stare al suo flirt. Sadie però capisce che, sul tema, Jenna parlava di Collin e non di Matty. Jenna dice a Tamara che forse prova qualcosa per Collin, ma Tamara le dice che deve finire il flirt con Collin e che gli deve parlare. Ming vuole vendicarsi di Becca, così va dalla ragazza e la prende a pugni. Jenna decide di mettere fine al flirt che ha con Collin, ma vede il ragazzo che bacia Angelique, così pensa che la storia del flirt sia solo nella sua testa. Grazie ai suoi genitori, Jenna scopre che avere delle fantasie è normale e quindi si tranquillizza. Matty chiede a Sadie di lasciare in pace Jenna, ma la ragazza le dice che, se avesse letto il tema, non è di lei che si dovrebbe preoccupare. Ming scopre che gli asiatici non stanno più dalla parte di Becca, ma dalla sua. Jenna dà a Matty il tema e, dopo averlo letto, il ragazzo le dice che deve andare subito da lui. Jenna allora pensa che Matty abbia capito che nel tema parla di Collin, ma il ragazzo non l'ha capito e Jenna comprende che Matty è la sua realtà.

## Un'altra Jenna
- Titolo originale: Redefining Jenna
- Diretto da: Lauren Iungerich
- Scritto da: Lauren Iungerich

### Trama
Jenna non pensa più a Collin, ma il ragazzo non le dà tregua e la invita alla mostra di una fotografa. Jenna chiede a Matty di andare con lei e il ragazzo, anche se non ne è tanto convinto, alla fine accetta. Tamara ha organizzato, assieme alle Julie, una festa, che si terrà venerdì sera, lo stesso giorno della mostra. Ming è preoccupata perché gli asiatici stanno iniziando a farle dei favori, ma lei non sa il perché. In seguito le Julie danno a Tamara una lista di cose che dovrà fare entro venerdì mattina e la ragazza chiede a Jake di aiutarla. Appena arrivati alla mostra, Matty dice a Jenna che deve andare ad aiutare Jake, allora Jenna si arrabbia perché pensa che Matty lo faccia perché non vuole andare alla mostra. Durante una conversazione, Jenna scopre che Matty all'inizio non si faceva vedere con lei perché pensava che la storia del suicidio fosse a causa sua. Jenna allora decide di andare alla mostra da sola. Tamara accusa Jake di non averle ricordato i tavolini per la festa, così il ragazzo si arrabbia e se ne va. Tamara allora viene aiutata da Ming, che scopre di essere diventata il capo-mafia ed è stata dotata di un cellulare con il quale può chiedere qualsiasi cosa. Lissa dice a Sadie e a Tamara che è stata lei ad uccidere involontariamente Ricky. In seguito Jake e Tamara fanno pace. Jenna scopre che Collin ha lasciato Angelique e l'ha fatto perché è attratto da Jenna. Collin dà un passaggio a Jenna alla festa delle Julie e le dice che dovrebbe pensare di più a se stessa, così Jenna lo bacia. 

## Sorpresa!
- Titolo originale: Surprise!
- Diretto da: Lauren Iungerich
- Scritto da: Lauren Iungerich

### Trama
Jenna è afflitta dai sensi di colpa, così dice a Collin che tra loro due non c'è niente. I due però finiscono per baciarsi nuovamente e vengono visti da Tamara. La ragazza, allora, dice a Jenna che deve scegliere se chiudere con Collin o dire tutto a Matty e, se non lo fa, sarà Tamara a dirlo a Matty. Lacey vuole organizzare a Jenna una festa a sorpresa e chiede aiuto a Valerie per intrattenere Jenna finché la festa non sarà pronta. Intanto Ming è venuta a sapere del tradimento di Jenna dalla mafia cinese e Fred è tornato dall'Idaho. Jenna è decisa a fermare il flirt che c'è tra lei e Collin, ma mentre glielo sta andando a dire arriva Matty, che chiede a Collin se può fargli avere la fotografia che la fotografa aveva fatto a Jenna la sera della mostra, per poi regalargliela. Collin e Jenna si dicono che devono smetterla, ma tornano a baciarsi per la terza volta. Fred dice a Ming che sta abusando del potere della mafia e che sta diventando come Becca, così le dice di scegliere tra lui o la mafia. In seguito Tamara dice a Jenna che sua madre le sta organizzando una festa a sorpresa, così Jenna dice a Lacey che non vuole festeggiare. Lacey rispetta la sua scelta e decide di andare fuori città con Kevin, per lasciare Jenna tranquilla. Collin dice a Jenna che tra loro è finita, ma la ragazza ci rimane male. Matty propone a Jenna di passare insieme la giornata, ma lei gli dice di no. Collin raggiunge Jenna davanti alla casa della ragazza e le dà un regalo, così Jenna lo invita ad entrare. I due però entrano baciandosi e vengono visti da tutti quelli presenti alla festa a sorpresa, che in verità era stata fatta, compreso Matty.

## Ecco cosa è successo
- Titolo originale: And Then What Happened
- Diretto da: Lauren Iungerich
- Scritto da: Lauren Iungerich

### Trama
Jenna, imbarazzata per l'accaduto, si rinchiude nella sua camera rifiutando di parlare. I suoi amici intanto, presenti alla festa, si riuniscono per cercare di capire esattamente cosa è successo, e se Jenna e Matty stiano ancora insieme o meno. Tutti infatti sembra fossero impegnati in altro: Ming era presa nel mangiare patatine, Fred e Valerie stavano preparando la pignatta, Clark era in bagno, Jake stava tentando di chiamare Tamara, la quale era intenta nel dare un pugno a Collin per difendere Matty. Mentre i ragazzi cercano di fare chiarezza, Matty capisce di essere innamorato di Jenna e le dichiara di essere disposto a perdonarla. Ma la ragazza capisce che tra di loro qualcosa si è rotto e prende una difficile decisione: i due giovani hanno di fronte due strade diverse ed è giusto che si allontanino.

## Una triste grigliata
- Titolo originale: Taking Sides
- Diretto da: Steve Gainer
- Scritto da: Erin Ehrlich e Michael J. Cinquemani

### Trama
Tre settimane dopo la rottura tra Jenna e Matty, la ragazza è pronta ad andare avanti e continua la sua relazione con Collin, sicura che i suoi amici l'appoggino nella sua decisione. Matty si presenta a casa Hamilton e chiede a Jenna se le può parlare. Matty le chiede di tornare insieme a lui, ma la ragazza vuole lasciarsi tutto alle spalle. Jenna si accorge che nessuno nella sua vita conosce bene Collin, così decide di organizzare una grigliata per far conoscere il ragazzo ai suoi amici, eccetto Matty. Intanto Sadie cancella tutte le cose che riguardano Jenna dal cellulare di Matty e vede che il ragazzo si messaggia con una ragazza di nome Devon. Tamara parla a Matty e a Jake della grigliata che Jenna ha organizzato. Jake all'inizio non vuole andarci, poiché si è schierato dalla parte di Matty, ma Tamara lo costringe a farlo. Sadie organizza un'uscita tra Austin, il ragazzo che ha incontrato alla festa, e Lissa. Collin dice a Jenna che non vuole che i suoi amici siano costretti a schierarsi, ma la ragazza gli dice che non succederà. in seguito, però, Jenna sente sua madre che dice a Matty di essere dalla sua parte. Jenna, allora, dice a Lacey che non può vedersi con Matty e che, se si vuole schierare, deve stare dalla parte di Jenna. Lacey allora dice a Matty che, anche se a malincuore, i due non si possono più vedere. Matty si arrabbia e se ne va. Ming e Jake scoprono che Tamara sapeva della relazione tra Jenna e Collin prima della festa a sorpresa. Jake allora si arrabbia perché Tamara non gliel'ha detto prima e se ne va. Jenna è preoccupata perché i suoi amici non si fanno vedere. In seguito arriva Fred, che dice a Jenna che gli altri faranno tardi. Nel mentre, però, gli arriva un messaggio di Ming, che lo avvisa che non verranno proprio. Jenna si sfoga con Collin, che le dice che non vuole mettersi tra lei e i suoi amici e che forse devono fare un passo indietro. Jenna però lo rassicura, dicendogli che gli parlerà lei. Intanto Matty convince Sadie ad uscire con Austin, così la ragazza chiama Lissa e le dice che non può vedersi con Austin, poiché il ragazzo esce già con lei. Jenna chiama Tamara e dice a lei e a Ming delle cose orribili, così le tre litigano e Tamara dice a Jenna che si sono schierate, ma non dalla sua parte. In seguito Jenna toglie Jake, Ming, Matty e Tamara dagli amici.

## L'erba cattiva
- Titolo originale: The Bad Seed
- Diretto da: Gregory Guzik
- Scritto da: Jen Braeden

### Trama
Mentre stanno fumando erba in macchina, Jenna e Collin vengono sorpresi da un agente. fortunatamente, questo è un vecchio amico del padre di Jenna, così i due ragazzi vengono lasciati andare. Intanto Ally, che si prende cura di Sadie finché la madre di questa è fuori città, vuole avere un bambino. Jenna vede Matty parlare con Devon, così va a chiedere spiegazioni a Tamara e Ming. Le ragazze, però, vogliono che Jenna si scusi con loro e le dicono che non sono andate alla grigliata non per evitare Collin, ma per altri motivi. Jenna e Tamara litigano nuovamente. Matty va a parlare con Jenna e le chiede se va tutto bene. La ragazza però gli risponde male e Matty se ne va. Mentre Jenna cerca l'erba dei suoi genitori per fumarsela con Collin, Sadie la vede e le dice che prima o poi Collin la lascerà, proprio come Jenna aveva fatto con Matty. Tornata in salotto, Sadie dice a Lacey che Jenna le ha preso l'erba. Kevin pensa che Collin abbia una cattiva influenza su Jenna, così dice alla ragazza che non può più frequentarlo e le ritira il cellulare. Lacey però glielo riporta, ma le chiede se può non vedersi con Collin per qualche giorno. Jenna le dice che non c'è nessun problema, ma subito dopo chiama Collin e gli dice di venire a prenderla. Sadie scopre che sua madre, durante la sua assenza, è stata a Santa Fe dal suo nuovo fidanzato e che si trasferiranno da lui. Sadie però non vuole, così viene affidata ad Ally, che diventa il suo tutore legale. In seguito Jenna e Collin hanno un rapporto sessuale. Jenna però sente il bisogno di parlare con qualcuno, così va dalla madre, che però le dice che non si fida più di lei e la costringe ad andare a dire al padre che è uscita di nascosto. Jenna è pronta a chiedere scusa ai suoi amici, ma suppone che loro non siano pronti, così va da Collin e torna a fumare erba con il ragazzo.

## Come in un film
- Titolo originale: A Very Special Episode of Awkward
- Diretto da: Joe Nussbaum
- Scritto da: Erin Ehrlich

### Trama
Jenna continua ad evitare i suoi amici e a spassarsela con Collin. Il professor Hart dà alla sua classe il compito di scrivere un articolo da pubblicare nella rivista Experior, l'argomento è "buoni e cattivi". Valerie chiede al professor Hart di prestargli la sua classe per vincere il premio per il miglior cortometraggio, così da poter migliorare il proprio curriculum. Jenna, con una scusa, riesce a convincere Valerie ad esonerare lei e Collin dal cortometraggio. Sadie propone a Valerie di raccontare, nel cortometraggio, la vita di una ragazza con molti problemi, alludendo a Jenna, e Valerie accetta. Intanto Matty sembra essere geloso di Jenna e Collin. Tamara, Ming e Jake sono preoccupati per Jenna, così chiedono consiglio a Valerie. La donna, allora, propone loro di entrare nel cast del suo cortometraggio, interpretando il ruolo degli amici preoccupati. Lacey costringe Jenna a partecipare al progetto di Valerie, che la ingaggia come una delle amiche preoccupate per la protagonista. Sul set, Tamara e Ming cercano di far capire a Jenna che sta commettendo un errore a stare con Collin, ma lei si arrabbia e se ne va. Valerie vede Jenna mentre si accende una canna e la sospende. In seguito, mentre rivede il cortometraggio, capisce che la storia parla di Jenna. Valerie, allora, va dalla ragazza e le chiede scusa per non averla aiutata. Jenna però le risponde che lei non è una sua amica, ma soltanto la sua tutor scolastica, e che fa schifo anche in quello. Piena di collera, Jenna infanga la reputazione di Valerie nel suo articolo per Experior.

## Il mio eroe
- Titolo originale: Less Than Hero
- Diretto da: Joe Nussbaum
- Scritto da: Joe Nussbaum

### Trama
Jenna consegna al signor Hart l'articolo su Valerie, ma questo le dice che non lo vuole pubblicare poiché non crede a quello che c'è scritto. Jenna lo assicura che sono tutte cose vere, così Hart le dice che non ha intenzione di pubblicarlo perché è crudele. Jenna allora si arrabbia e il signor Hart le dà il suo libro preferito e la invita a leggerlo e le dice di riflettere sul suo articolo. Valerie cerca di riavvicinarsi a Jenna, ma la ragazza la respinge. In vista delle elezioni studentesche, Tamara è preoccupata poiché Jake non fa alcuna propaganda per la sua campagna. Ming allora le garantisce il voto degli asiatici e, mentre le due sparlano del nuovo look di Jenna, quest'ultima le sente, ma non ci fa caso. Collin invita Jenna ad uscire, ma lei è in punizione e, non volendo discutere con i genitori, rinuncia. Lacey e Valerie decidono di fare una seduta per aiutare Jenna, alla quale partecipano anche Ally e Sadie. La seduta però non va a finire bene. Jenna riceve una mail dal signor Hart, che le chiede se ha riflettuto sull'articolo e la ragazza gli dice di pubblicarlo. In seguito, Jenna chiama Collin e accetta il suo invito. I genitori di Jenna si arrabbiano con la ragazza poiché, nonostante la punizione, ha deciso di uscire. Jenna allora inizia ad offendere la madre e questa le dice che, se decide di uscire, non può più tornare. Jenna se ne va. Alla festa, la ragazza scopre che Collin ha invitato anche Angelique, la sua ex. In seguito, Lacey e Kevin si pentono di aver lasciato andare via Jenna, ma decidono di resistere alla tentazione di dirle che può tornare a casa. Collin offre a Jenna dell'Ecstasy, ma la ragazza finge di dover andare in bagno per evitare di drogarsi. In seguito, però, scopre che Angelique ha messo l'Ecstasy nel suo drink. Jake si arrabbia con Tamara poiché la ragazza continua a criticarlo e a dirgli cosa deve fare. Tamara si arrabbia a sua volta e decide di candidarsi alle elezioni. Per paura di fare una cosa a tre con Collin e Angelique, Jenna decide di andarsene e, sotto l'effetto dell'Ecstasy, Collin e Angelique iniziano a baciarsi. Non sapendo chi chiamare per farsi venire a prendere, Jenna chiama Matty. Arrivati davanti a casa di Jenna, questa ringrazia Matty per essere il suo eroe e lui le risponde che è ciò che ha sempre voluto essere. 

## Politiche sociali
- Titolo originale: The Campaign Fail
- Diretto da: David Katzenberg
- Scritto da: Christy Stratton

### Trama
Jenna e in crisi per le politiche Sociali ma pero poi sempre in attesa di un Cambiamento Criticare poi dice che la politica non è politica

## La Jenna di una volta
- Titolo originale: Old Jenna
- Diretto da: David Katzenberg
- Scritto da: Jamie Dooner e Lauren Iungerich

### Trama
Jenna, ritornata in sé, cerca di riconquistare la fiducia delle sue amiche, che però decidono di metterla in prova. Mentre è nell'ufficio di Valerie Jenna conosce Bailey. Durante la lezione del sig. Hart Jenna conosce Hunter, una vecchia alunna; Matty organizza una festa per la separazione dei suoi genitori di cui Jenna non era a conoscenza. Alla festa Matty dice a Jenna di volerle parlare e lei pensa che voglia ritornare con lei; poco dopo Jenna incontra Hunter che dice di voler abbordare un ragazzo conosciuto a scuola tempo prima che si rivela essere Matty. Bailey che era alla festa con Jenna torna a casa e Jenna rimasta sola decide di bere per superare la serata nonostante le fosse stato proibito dalle sue amiche in quanto autista. Jenna bacia Jake e Tamara le fa un discorso per il suo comportamento durante la quale fa pace con Jake. A fine serata rimangono tutti a dormire da Matty; Jenna si sveglia presto e pulisce tutta la casa e prepara la colazione per scusarsi del suo comportamento. Quando si svegliano tutti Matty dice che Hunter ha bevuto troppo e si è vomitata addosso; dopo che le ha dato una maglia si è addormentata e appena si è svegliata se ne è andata. Jenna chiama Valerie, ma quando questa risponde le dice che è stata licenziata.

## Causa ed effetto
- Titolo originale: Karmic Relief
- Diretto da: Erin Ehrlich
- Scritto da: Erin Ehrlich

### Trama
Jenna si sente in colpa per aver fatto licenziare Valerie e le procura un colloquio di lavoro, ma la donna non ne vuole sapere. Mentre Jenna cerca testimoni per Valerie, Matty e Bailey correggono le magliette che Jenna ha fatto fare. Valerie ottiene il lavoro grazie all'aiuto di Lacey e Sadie. Tamara confida a Jenna che Matty la inviterà al ballo della scuola così Jenna compra un vestito, ma mentre lo sta provando Matty suona alla porta e Jenna non riesce a toglierlo. Copertasi con una felpa incontra Matty in salotto che però dopo un iniziale momento di imbarazzo rivela di voler invitare Bailey al ballo.

## Io ballo da sola
- Titolo originale: Who I Want to Be
- Diretto da: Joe Nussbaum
- Scritto da: Lauren Iungerich

### Trama
Il prof. Hart dà un compito agli alunni: devono scrivere chi vorrebbero essere. Jenna non sa svolgere il compito così Hart le racconta la sua storia di scrittore e la sprona a finire il compito. Jenna viene a sapere che Bailey non andrà al ballo con Matty perché ciò darebbe un dispiacere a Jenna. Jenna decide di fare una buona azione e fa in modo che Bailey accetti di andare al ballo con Matty. Tamara è costretta a comprare un vestito nero perché Jake vuole punirla mettendo uno smoking diverso. Ming non vuole avere un rapporto sessuale e lo confida alle sue amiche; così porta il suo ragazzo a cena con i suoi convintta che le avrebbero ridotto il coprifuoco. Alla fine Jenna decide di andare al ballo da sola dove balla un lento con Matty parlando del loro rapporto. L'episodio si conclude con Hart che legge il compito di Jenna nella quale lei scrive di voler essere una persona con le qualità di tutti i suoi amici.